# トウキョウタイクーン
トウキョウタイクーン（英:Tokyo Tycoon）は、ニュージーランドで生産・調教されている競走馬。
日本の競走馬サトノアラジンがシャトル種牡馬としてニュージーランドで繋養されていた時に生産された産駒である。

## 戦績

### 2022/2023シーズン
2022年11月26日に行われたテラパ競馬場芝1100mのレースでデビュー勝ちを収めると、12月26日プケコヘパーク競馬場のレースでも後続に2馬身差をつけ2連勝とした。
2023年1月21日のカラカミリオン2歳（L）ではスタートで躓き最後方からレースを進め、最後の直線で脚を伸ばすと、3番手追走から粘ったイシリアルスターを外から差し切って3連勝となる。続く2月25日のマタマタスリッパーでは前走同様最後方からの競馬となるが、直線で大外から末脚を繰り出すと、最後は後続に3馬身近い差をつけ圧勝した。
3月11日に行われたシステマステークスでは道中2番手でレースを進め、直線で逃げ粘るウラノヴァをかわして先頭に立つと、最後は2馬身半差つけG1初制覇を飾るとともに、父サトノアラジンにとっても産駒のG1競走初制覇となった。
だがレース後トウキョウタイクーンから禁止薬物が検出された。その後の調査で他の馬に投与される予定の非ステロイド系抗炎症剤が誤ってトウキョウタイクーンに投与された人為的ミスであると判明し、失格処分となった。